# 1,1-dichlooretheen
1,1-dichlooretheen of 1,1-dichloorethyleen is een gehalogeneerde koolwaterstof met als brutoformule C2H2Cl2. Het is een uiterst ontvlambare kleurloze vloeistof met een scherpe, indringende geur. De stof wordt gebruikt bij de polymerisatie van vinylchloride, acrylonitril en acrylaten.

## Gevaren
De stof kan gemakkelijk ontplofbare peroxiden vormen en zal gemakkelijk polymeriseren ten gevolge van verhitting of onder invloed van zuurstofgas, zonlicht, koper of aluminium, met brand- of ontploffingsgevaar tot gevolg. 1,1-dichlooretheen ontleedt bij verbranding met vorming van giftige en corrosieve dampen (waterstofchloride en fosgeen) en reageert hevig met oxiderende stoffen.